# 邵峰 (医学家)
邵峰（1973年—）是一位中国免疫学家。

## 生平
1973年生于江苏淮安，1996年毕业于北京大学技术物理系，1999年获中科院生物物理研究所分子生物学硕士，2003年获密西根大学医学院生物化学博士。其后在哈佛大学进行长达两年的研究工作，2005年至今担任北京生命科学研究所研究员，現為該所資深研究員及學術副所長。
邵峰曾领导北生所团队2011年发现了识别细菌鞭毛蛋白，2014年又发现了两种感知蛋白，分别针对内毒素和某一类细菌外毒素，其工作为研制一些细菌疫苗打下了基础。2015年又发现了促使细胞炎性坏死的重要蛋白，这个发现可应用于败血症的治疗。

## 荣誉
曾获霍华德·休斯医学研究所国际青年科学家奖、吴阶平—保罗·杨森医学药学奖、周光召杰出青年基础科学奖、国家杰出青年基金、鄂文·西格青年科学家奖。2015年被选为欧洲分子生物学组织外籍院士、中国科学院生命科学和医学学部院士。2019年獲得未来科学大奖中的生命科学奖。